# Kathleen Doyle
Kathleen Mae Doyle (Hinsdale, 11 giugno 1998) è una cestista statunitense, professionista nella WNBA.

## Carriera
È stata selezionata dalle Indiana Fever al secondo giro del Draft WNBA 2020 (14ª scelta assoluta).
Con gli Stati Uniti ha disputato i Giochi panamericani di Lima 2019.